# 埃德阿利纳
埃德阿利纳是巴西戈亚斯州的一个市镇。总面积603.652平方公里，总人口3629人，人口密度6人/平方公里。